# Championnat d'Europe de football des moins de 19 ans 2011
Navigation
Euro 2010 Euro 2012
Le Championnat d'Europe de football des moins de 19 ans 2011 est la soixantième édition de cette compétition européenne de football. La phase finale se déroule durant l'été 2011 en Roumanie. Le champion sortant, la France, remet son titre en jeu.

## Qualifications
Les qualifications se disputent sur deux tours, uniquement par groupes de 4 équipes. Chaque groupe se joue sur le terrain de l'une des quatre équipes, en tournoi toutes rondes simple. Le premier tour de qualification comprend 13 groupes (52 équipes), le second tour comprend 7 groupes (28 équipes).

### Premier tour de qualification
Le premier tour est disputé du 28 septembre au 30 octobre 2010. Les deux premiers de chaque groupe (26 équipes), ainsi que les deux meilleurs troisièmes de groupe repêchés en tenant compte des résultats contre les 2 premiers de leur groupe, sont qualifiés pour le second tour (Élite).
L'hôte du groupe est indiqué en italique.

#### Groupe 1
| Rang | Équipe         | Pts | J | G | N | P | Bp | Bc | Diff |  | Résultats (▼ dom., ► ext.) |     |     |     |     |
| ---- | -------------- | --- | - | - | - | - | -- | -- | ---- |  | -------------------------- | --- | --- | --- | --- |
| 1    | Turquie        | 7   | 3 | 2 | 1 | 0 | 10 | 5  | +5   |  | Turquie                    |     | 3-3 | 2-1 | 5-1 |
| 2    | Pays de Galles | 5   | 3 | 1 | 2 | 0 | 6  | 5  | +1   |  | Pays de Galles             | 3-3 |     | 2-1 | 1-1 |
| 3    | Islande        | 3   | 3 | 1 | 0 | 2 | 6  | 4  | +2   |  | Islande                    | 1-2 | 1-2 |     | 4-0 |
| 4    | Kazakhstan     | 1   | 3 | 0 | 1 | 2 | 2  | 10 | -8   |  | Kazakhstan                 | 1-5 | 1-1 | 0-4 |     |

#### Groupe 2
| Rang | Équipe        | Pts | J | G | N | P | Bp | Bc | Diff |  | Résultats (▼ dom., ► ext.) |     |     |     |     |
| ---- | ------------- | --- | - | - | - | - | -- | -- | ---- |  | -------------------------- | --- | --- | --- | --- |
| 1    | Estonie       | 6   | 3 | 2 | 0 | 1 | 6  | 2  | +4   |  | Estonie                    |     | 2-0 | 1-2 | 3-0 |
| 2    | Norvège       | 6   | 3 | 2 | 0 | 1 | 9  | 4  | +5   |  | Norvège                    | 0-2 |     | 4-2 | 5-0 |
| 3    | Écosse        | 6   | 3 | 2 | 0 | 1 | 11 | 5  | +6   |  | Écosse                     | 2-1 | 2-4 |     | 7-0 |
| 4    | Liechtenstein | 0   | 3 | 0 | 0 | 3 | 0  | 15 | -15  |  | Liechtenstein              | 0-3 | 0-5 | 0-7 |     |

#### Groupe 3
| Rang | Équipe      | Pts | J | G | N | P | Bp | Bc | Diff |  | Résultats (▼ dom., ► ext.) |     |     |     |     |
| ---- | ----------- | --- | - | - | - | - | -- | -- | ---- |  | -------------------------- | --- | --- | --- | --- |
| 1    | Portugal    | 5   | 3 | 1 | 2 | 0 | 6  | 3  | +3   |  | Portugal                   |     | 1-1 | 2-2 | 3-0 |
| 2    | Grèce       | 4   | 3 | 1 | 1 | 1 | 2  | 2  | 0    |  | Grèce                      | 1-1 |     | 1-0 | 0-1 |
| 3    | Azerbaïdjan | 4   | 3 | 1 | 1 | 1 | 5  | 3  | +2   |  | Azerbaïdjan                | 2-2 | 0-1 |     | 3-0 |
| 4    | Géorgie     | 3   | 3 | 1 | 0 | 2 | 1  | 6  | -5   |  | Géorgie                    | 0-3 | 1-0 | 0-3 |     |

#### Groupe 4
| Rang | Équipe   | Pts | J | G | N | P | Bp | Bc | Diff |  | Résultats (▼ dom., ► ext.) |     |     |     |     |
| ---- | -------- | --- | - | - | - | - | -- | -- | ---- |  | -------------------------- | --- | --- | --- | --- |
| 1    | Ukraine  | 6   | 3 | 2 | 0 | 1 | 4  | 2  | +2   |  | Ukraine                    |     | 1-2 | 2-0 | 1-0 |
| 2    | Russie   | 6   | 3 | 2 | 0 | 1 | 7  | 5  | +2   |  | Russie                     | 2-1 |     | 1-2 | 4-2 |
| 3    | Danemark | 6   | 3 | 2 | 0 | 1 | 5  | 3  | +2   |  | Danemark                   | 0-2 | 2-1 |     | 3-0 |
| 4    | Suède    | 0   | 3 | 0 | 0 | 3 | 2  | 8  | -6   |  | Suède                      | 0-1 | 2-4 | 0-3 |     |

#### Groupe 5
| Rang | Équipe             | Pts | J | G | N | P | Bp | Bc | Diff |  | Résultats (▼ dom., ► ext.) |     |     |     |     |
| ---- | ------------------ | --- | - | - | - | - | -- | -- | ---- |  | -------------------------- | --- | --- | --- | --- |
| 1    | Biélorussie        | 6   | 3 | 2 | 0 | 1 | 5  | 4  | +1   |  | Biélorussie                |     | 3-0 | 0-3 | 2-1 |
| 2    | Macédoine          | 4   | 3 | 1 | 1 | 1 | 2  | 4  | -2   |  | Macédoine                  | 0-3 |     | 1-0 | 1-1 |
| 3    | Tchéquie           | 4   | 3 | 1 | 1 | 1 | 3  | 1  | +2   |  | Tchéquie                   | 3-0 | 0-1 |     | 0-0 |
| 4    | Bosnie-Herzégovine | 2   | 3 | 0 | 2 | 1 | 2  | 3  | -1   |  | Bosnie-Herzégovine         | 1-2 | 1-1 | 0-0 |     |

#### Groupe 6
| Rang | Équipe   | Pts | J | G | N | P | Bp | Bc | Diff |  | Résultats (▼ dom., ► ext.) |     |     |     |     |
| ---- | -------- | --- | - | - | - | - | -- | -- | ---- |  | -------------------------- | --- | --- | --- | --- |
| 1    | Hongrie  | 6   | 3 | 2 | 0 | 1 | 3  | 1  | +2   |  | Hongrie                    |     | 2-0 | 0-1 | 1-0 |
| 2    | Pologne  | 4   | 3 | 1 | 1 | 1 | 2  | 2  | 0    |  | Pologne                    | 0-2 |     | 0-0 | 2-0 |
| 3    | Moldavie | 4   | 3 | 1 | 1 | 1 | 3  | 6  | -3   |  | Moldavie                   | 1-0 | 0-0 |     | 2-6 |
| 4    | Finlande | 3   | 3 | 1 | 0 | 2 | 6  | 5  | +1   |  | Finlande                   | 0-1 | 0-2 | 6-2 |     |

#### Groupe 7
| Rang | Équipe     | Pts | J | G | N | P | Bp | Bc | Diff |  | Résultats (▼ dom., ► ext.) |     |     |     |     |
| ---- | ---------- | --- | - | - | - | - | -- | -- | ---- |  | -------------------------- | --- | --- | --- | --- |
| 1    | Italie     | 9   | 3 | 3 | 0 | 0 | 8  | 2  | +6   |  | Italie                     |     | 3-1 | 2-1 | 3-0 |
| 2    | Croatie    | 4   | 3 | 1 | 1 | 1 | 5  | 6  | -1   |  | Croatie                    | 1-3 |     | 2-1 | 2-2 |
| 3    | Lettonie   | 3   | 3 | 1 | 0 | 2 | 4  | 5  | -1   |  | Lettonie                   | 1-2 | 1-2 |     | 2-1 |
| 4    | Iles Féroé | 1   | 3 | 0 | 1 | 2 | 3  | 7  | -4   |  | Iles Féroé                 | 0-3 | 2-2 | 1-2 |     |

#### Groupe 8
| Rang | Équipe     | Pts | J | G | N | P | Bp | Bc | Diff |  | Résultats (▼ dom., ► ext.) |     |     |     |     |
| ---- | ---------- | --- | - | - | - | - | -- | -- | ---- |  | -------------------------- | --- | --- | --- | --- |
| 1    | Belgique   | 9   | 3 | 3 | 0 | 0 | 8  | 2  | +6   |  | Belgique                   |     | 2-1 | 4-1 | 2-0 |
| 2    | Angleterre | 6   | 3 | 2 | 0 | 1 | 11 | 3  | +8   |  | Angleterre                 | 1-2 |     | 4-0 | 6-1 |
| 3    | Chypre     | 1   | 3 | 0 | 1 | 2 | 1  | 8  | -7   |  | Chypre                     | 1-4 | 0-4 |     | 0-0 |
| 4    | Albanie    | 1   | 3 | 0 | 1 | 2 | 1  | 8  | -7   |  | Albanie                    | 0-2 | 1-6 | 0-0 |     |

#### Groupe 9
| Rang | Équipe    | Pts | J | G | N | P | Bp | Bc | Diff |  | Résultats (▼ dom., ► ext.) |     |     |     |     |
| ---- | --------- | --- | - | - | - | - | -- | -- | ---- |  | -------------------------- | --- | --- | --- | --- |
| 1    | Pays-Bas  | 9   | 3 | 3 | 0 | 0 | 7  | 0  | +7   |  | Pays-Bas                   |     | 2-0 | 2-0 | 3-0 |
| 2    | Slovaquie | 6   | 3 | 2 | 0 | 1 | 5  | 2  | +3   |  | Slovaquie                  | 0-2 |     | 1-0 | 4-0 |
| 3    | Slovénie  | 3   | 3 | 1 | 0 | 2 | 4  | 3  | +1   |  | Slovénie                   | 0-2 | 0-1 |     | 4-0 |
| 4    | Malte     | 0   | 3 | 0 | 0 | 3 | 0  | 11 | -11  |  | Malte                      | 0-3 | 0-4 | 0-4 |     |

#### Groupe 10
| Rang | Équipe     | Pts | J | G | N | P | Bp | Bc | Diff |  | Résultats (▼ dom., ► ext.) |     |     |     |     |
| ---- | ---------- | --- | - | - | - | - | -- | -- | ---- |  | -------------------------- | --- | --- | --- | --- |
| 1    | Serbie     | 9   | 3 | 3 | 0 | 0 | 7  | 0  | +7   |  | Serbie                     |     | 1-0 | 3-0 | 3-0 |
| 2    | Irlande    | 6   | 3 | 2 | 0 | 1 | 7  | 2  | +5   |  | Irlande                    | 0-1 |     | 2-1 | 5-0 |
| 3    | Bulgarie   | 3   | 3 | 1 | 0 | 2 | 4  | 5  | -1   |  | Bulgarie                   | 0-3 | 1-2 |     | 3-0 |
| 4    | Luxembourg | 0   | 3 | 0 | 0 | 3 | 0  | 11 | -11  |  | Luxembourg                 | 0-3 | 0-5 | 0-3 |     |

#### Groupe 11
| Rang | Équipe   | Pts | J | G | N | P | Bp | Bc | Diff |  | Résultats (▼ dom., ► ext.) |     |     |     |     |
| ---- | -------- | --- | - | - | - | - | -- | -- | ---- |  | -------------------------- | --- | --- | --- | --- |
| 1    | Espagne  | 9   | 3 | 3 | 0 | 0 | 12 | 0  | +12  |  | Espagne                    |     | 3-0 | 3-0 | 6-0 |
| 2    | Israël   | 6   | 3 | 2 | 0 | 1 | 4  | 3  | +1   |  | Israël                     | 0-3 |     | 3-0 | 1-0 |
| 3    | Arménie  | 3   | 3 | 1 | 0 | 2 | 1  | 6  | -5   |  | Arménie                    | 0-3 | 0-3 |     | 1-0 |
| 4    | Lituanie | 0   | 3 | 0 | 0 | 3 | 0  | 8  | -8   |  | Lituanie                   | 0-6 | 0-1 | 0-1 |     |

#### Groupe 12
| Rang | Équipe      | Pts | J | G | N | P | Bp | Bc | Diff |  | Résultats (▼ dom., ► ext.) |     |     |     |     |
| ---- | ----------- | --- | - | - | - | - | -- | -- | ---- |  | -------------------------- | --- | --- | --- | --- |
| 1    | France      | 9   | 3 | 3 | 0 | 0 | 6  | 0  | +6   |  | France                     |     | 2-0 | 1-0 | 3-0 |
| 2    | Monténégro  | 4   | 3 | 1 | 1 | 1 | 6  | 3  | +3   |  | Monténégro                 | 0-2 |     | 1-1 | 5-0 |
| 3    | Autriche    | 4   | 3 | 1 | 1 | 1 | 5  | 2  | +3   |  | Autriche                   | 0-1 | 1-1 |     | 4-0 |
| 4    | Saint-Marin | 0   | 3 | 0 | 0 | 3 | 0  | 12 | -12  |  | Saint-Marin                | 0-3 | 0-5 | 0-4 |     |

#### Groupe 13
| Rang | Équipe          | Pts | J | G | N | P | Bp | Bc | Diff |  | Résultats (▼ dom., ► ext.) |      |     |     |      |
| ---- | --------------- | --- | - | - | - | - | -- | -- | ---- |  | -------------------------- | ---- | --- | --- | ---- |
| 1    | Allemagne       | 7   | 3 | 2 | 1 | 0 | 14 | 3  | +11  |  | Allemagne                  |      | 2-2 | 2-1 | 10-0 |
| 2    | Suisse          | 5   | 3 | 1 | 2 | 0 | 8  | 2  | +6   |  | Suisse                     | 2-2  |     | 0-0 | 6-0  |
| 3    | Irlande du Nord | 4   | 3 | 1 | 1 | 1 | 3  | 3  | 0    |  | Irlande du Nord            | 1-2  | 0-0 |     | 2-1  |
| 4    | Andorre         | 0   | 3 | 0 | 0 | 3 | 1  | 18 | -17  |  | Andorre                    | 0-10 | 0-6 | 1-2 |      |

#### Classement des troisièmes
Les deux meilleurs troisième sont repêchés pour le tour Élite. Seuls les matchs contre les deux premiers des groupes sont pris en compte.
| Équipe          | Groupe | G | N | P | Bp | Bc | Diff | Pts |
| --------------- | ------ | - | - | - | -- | -- | ---- | --- |
| Moldavie        | 6      | 1 | 1 | 0 | 1  | 0  | +1   | 4   |
| Tchéquie        | 5      | 1 | 0 | 1 | 3  | 1  | +2   | 3   |
| Écosse          | 2      | 1 | 0 | 1 | 4  | 5  | -1   | 3   |
| Danemark        | 4      | 1 | 0 | 1 | 2  | 3  | -1   | 3   |
| Azerbaïdjan     | 3      | 0 | 1 | 1 | 2  | 3  | -1   | 1   |
| Autriche        | 12     | 0 | 1 | 1 | 1  | 2  | -1   | 1   |
| Irlande du Nord | 13     | 0 | 1 | 1 | 1  | 2  | -1   | 1   |
| Islande         | 1      | 0 | 0 | 2 | 2  | 4  | -2   | 0   |
| Lettonie        | 7      | 0 | 0 | 2 | 2  | 4  | -2   | 0   |
| Slovénie        | 9      | 0 | 0 | 2 | 0  | 3  | -3   | 0   |
| Bulgarie        | 10     | 0 | 0 | 2 | 1  | 5  | -4   | 0   |
| Arménie         | 11     | 0 | 0 | 2 | 0  | 6  | -6   | 0   |
| Chypre          | 8      | 0 | 0 | 2 | 1  | 8  | -8   | 0   |

### Tour Élite
Le second tour se déroule du 28 avril au 5 juin 2011 et concerne 28 équipes, dont le Portugal qui fait son entrée dans la compétition. Les sept vainqueurs de poule se qualifient pour la phase finale.
L'hôte du groupe est indiqué en italique.

#### Groupe 1
| Rang | Équipe   | Pts | J | G | N | P | Bp | Bc | Diff |  | Résultats (▼ dom., ► ext.) |     |     |     |     |
| ---- | -------- | --- | - | - | - | - | -- | -- | ---- |  | -------------------------- | --- | --- | --- | --- |
| 1    | Belgique | 7   | 3 | 2 | 1 | 0 | 4  | 2  | +2   |  | Belgique                   |     | 1-0 | 3-2 | 0-0 |
| 2    | Portugal | 6   | 3 | 2 | 0 | 1 | 4  | 1  | +3   |  | Portugal                   | 0-1 |     | 1-0 | 3-0 |
| 3    | Croatie  | 3   | 3 | 1 | 0 | 2 | 3  | 4  | -1   |  | Croatie                    | 2-3 | 0-1 |     | 1-0 |
| 4    | Estonie  | 1   | 3 | 0 | 1 | 2 | 0  | 4  | -4   |  | Estonie                    | 0-0 | 0-3 | 0-1 |     |

#### Groupe 2
| Rang | Équipe     | Pts | J | G | N | P | Bp | Bc | Diff |  | Résultats (▼ dom., ► ext.) |     |     |     |     |
| ---- | ---------- | --- | - | - | - | - | -- | -- | ---- |  | -------------------------- | --- | --- | --- | --- |
| 1    | Espagne    | 7   | 3 | 2 | 1 | 0 | 6  | 2  | +4   |  | Espagne                    |     | 1-1 | 2-1 | 3-0 |
| 2    | Angleterre | 7   | 3 | 2 | 1 | 0 | 5  | 3  | +2   |  | Angleterre                 | 1-1 |     | 3-2 | 1-0 |
| 3    | Suisse     | 3   | 3 | 1 | 0 | 2 | 6  | 7  | -1   |  | Suisse                     | 1-2 | 2-3 |     | 3-2 |
| 4    | Monténégro | 0   | 3 | 0 | 0 | 3 | 2  | 7  | -5   |  | Monténégro                 | 0-3 | 0-1 | 2-3 |     |

#### Groupe 3
| Rang | Équipe      | Pts | J | G | N | P | Bp | Bc | Diff |  | Résultats (▼ dom., ► ext.) |     |     |     |     |
| ---- | ----------- | --- | - | - | - | - | -- | -- | ---- |  | -------------------------- | --- | --- | --- | --- |
| 1    | Grèce       | 9   | 3 | 3 | 0 | 0 | 5  | 2  | +3   |  | Grèce                      |     | 2-1 | 2-1 | 1-0 |
| 2    | France      | 6   | 3 | 2 | 0 | 1 | 5  | 2  | +3   |  | France                     | 1-2 |     | 2-0 | 2-0 |
| 3    | Slovaquie   | 3   | 3 | 1 | 0 | 2 | 6  | 4  | +2   |  | Slovaquie                  | 1-2 | 0-2 |     | 5-0 |
| 4    | Biélorussie | 0   | 3 | 0 | 0 | 3 | 0  | 8  | -8   |  | Biélorussie                | 0-1 | 0-2 | 0-5 |     |

#### Groupe 4
| Rang | Équipe  | Pts | J | G | N | P | Bp | Bc | Diff |  | Résultats (▼ dom., ► ext.) |     |     |     |     |
| ---- | ------- | --- | - | - | - | - | -- | -- | ---- |  | -------------------------- | --- | --- | --- | --- |
| 1    | Irlande | 7   | 3 | 2 | 1 | 0 | 4  | 0  | +4   |  | Irlande                    |     | 3-0 | 0-0 | 1-0 |
| 2    | Italie  | 6   | 3 | 2 | 0 | 1 | 4  | 4  | 0    |  | Italie                     | 0-3 |     | 1-0 | 3-1 |
| 3    | Ukraine | 2   | 3 | 0 | 2 | 1 | 1  | 2  | -1   |  | Ukraine                    | 0-0 | 0-1 |     | 1-1 |
| 4    | Pologne | 1   | 3 | 0 | 1 | 2 | 2  | 5  | -3   |  | Pologne                    | 0-1 | 1-3 | 1-1 |     |

#### Groupe 5
| Rang | Équipe   | Pts | J | G | N | P | Bp | Bc | Diff |  | Résultats (▼ dom., ► ext.) |     |     |     |     |
| ---- | -------- | --- | - | - | - | - | -- | -- | ---- |  | -------------------------- | --- | --- | --- | --- |
| 1    | Tchéquie | 7   | 3 | 2 | 1 | 0 | 3  | 1  | +2   |  | Tchéquie                   |     | 0-0 | 1-0 | 2-1 |
| 2    | Russie   | 5   | 3 | 1 | 2 | 0 | 4  | 2  | +2   |  | Russie                     | 0-0 |     | 1-1 | 3-1 |
| 3    | Pays-Bas | 2   | 3 | 0 | 2 | 1 | 2  | 3  | -1   |  | Pays-Bas                   | 0-1 | 1-1 |     | 1-1 |
| 4    | Israël   | 1   | 3 | 0 | 1 | 2 | 3  | 6  | -3   |  | Israël                     | 1-2 | 1-3 | 1-1 |     |

#### Groupe 6
| Rang | Équipe         | Pts | J | G | N | P | Bp | Bc | Diff |  | Résultats (▼ dom., ► ext.) |     |     |     |     |
| ---- | -------------- | --- | - | - | - | - | -- | -- | ---- |  | -------------------------- | --- | --- | --- | --- |
| 1    | Serbie         | 6   | 3 | 2 | 0 | 1 | 10 | 3  | +7   |  | Serbie                     |     | 2-3 | 3-0 | 5-0 |
| 2    | Pays de Galles | 6   | 3 | 2 | 0 | 1 | 6  | 5  | +1   |  | Pays de Galles             | 3-2 |     | 1-3 | 2-0 |
| 3    | Norvège        | 6   | 3 | 2 | 0 | 1 | 7  | 4  | +3   |  | Norvège                    | 0-3 | 3-1 |     | 4-0 |
| 4    | Moldavie       | 0   | 3 | 0 | 0 | 3 | 0  | 11 | -11  |  | Moldavie                   | 0-5 | 0-2 | 0-4 |     |

#### Groupe 7
| Rang | Équipe    | Pts | J | G | N | P | Bp | Bc | Diff |  | Résultats (▼ dom., ► ext.) |     |     |     |     |
| ---- | --------- | --- | - | - | - | - | -- | -- | ---- |  | -------------------------- | --- | --- | --- | --- |
| 1    | Turquie   | 9   | 3 | 3 | 0 | 0 | 10 | 2  | +8   |  | Turquie                    |     | 1-0 | 6-1 | 3-1 |
| 2    | Allemagne | 6   | 3 | 2 | 0 | 1 | 8  | 1  | +7   |  | Allemagne                  | 0-1 |     | 3-0 | 5-0 |
| 3    | Hongrie   | 3   | 3 | 1 | 0 | 2 | 5  | 11 | -6   |  | Hongrie                    | 1-6 | 0-3 |     | 4-2 |
| 4    | Macédoine | 0   | 3 | 0 | 0 | 3 | 3  | 12 | -9   |  | Macédoine                  | 1-3 | 0-5 | 2-4 |     |

## Phase finale
Le tournoi final se déroule du 20 juillet au 1er août 2011 en Roumanie (qualifiée d'office).

### Groupe A
| Rang | Équipe               | Pts | J | G | N | P | Bp | Bc | Diff |
| ---- | -------------------- | --- | - | - | - | - | -- | -- | ---- |
| 1    | Tchéquie             | 9   | 3 | 3 | 0 | 0 | 6  | 2  | +4   |
| 2    | République d'Irlande | 4   | 3 | 1 | 1 | 1 | 3  | 3  | 0    |
| 3    | Grèce                | 3   | 3 | 1 | 0 | 2 | 2  | 3  | -1   |
| 4    | Roumanie             | 1   | 3 | 0 | 1 | 2 | 1  | 4  | -3   |

#### 1rejournée
| 20 juillet 2011 20h00 (HEC) | Grèce      | 1 – 2 | République d'Irlande | Football Centre FRF, Buftea             |                                         |
|                             | Katidis 5e |       | O'Connor 2e 51e      | Spectateurs : 100 Arbitrage : Paweł Gil | Spectateurs : 100 Arbitrage : Paweł Gil |
|                             | Rapport    |       |                      | Spectateurs : 100 Arbitrage : Paweł Gil | Spectateurs : 100 Arbitrage : Paweł Gil |

| 20 juillet 2011 20h00 (HEC) | Roumanie    | 1 – 3 | Tchéquie                                        | Stade Concordia, Chiajna                       |                                                |
|                             | Stanciu 29e |       | Přikryl 44e · Jeleček 61e (pen.) · Hadaščok 85e | Spectateurs : 3 300 Arbitrage : Clément Turpin | Spectateurs : 3 300 Arbitrage : Clément Turpin |
|                             | Rapport     |       |                                                 | Spectateurs : 3 300 Arbitrage : Clément Turpin | Spectateurs : 3 300 Arbitrage : Clément Turpin |

#### 2ejournée
| 23 juillet 2011 20h00 (HEC) | Roumanie | 0 – 1 | Grèce         | City Stadium, Berceni                          |                                                |
|                             |          |       | Fortounis 37e | Spectateurs : 2 600 Arbitrage : Stuart Attwell | Spectateurs : 2 600 Arbitrage : Stuart Attwell |
|                             | Rapport  |       |               | Spectateurs : 2 600 Arbitrage : Stuart Attwell | Spectateurs : 2 600 Arbitrage : Stuart Attwell |

| 23 juillet 2011 18h00 (HEC) | Tchéquie               | 2 – 1 | République d'Irlande | Football centre FRF, Mogosoaia             |                                            |
|                             | Brabec 69e · Lácha 71e |       | O'Sullivan 10e       | Spectateurs : 400 Arbitrage : Tamás Bognár | Spectateurs : 400 Arbitrage : Tamás Bognár |
|                             | Rapport                |       |                      | Spectateurs : 400 Arbitrage : Tamás Bognár | Spectateurs : 400 Arbitrage : Tamás Bognár |

#### 3ejournée
| 26 juillet 2011 18h00 (HEC) | Tchéquie    | 1 – 0 | Grèce | Football centre FRF, Mogosoaia                   |                                                  |
|                             | Přikryl 70e |       |       | Spectateurs : 1 000 Arbitrage : Tom Harald Hagen | Spectateurs : 1 000 Arbitrage : Tom Harald Hagen |
|                             | Rapport     |       |       | Spectateurs : 1 000 Arbitrage : Tom Harald Hagen | Spectateurs : 1 000 Arbitrage : Tom Harald Hagen |

| 26 juillet 2011 18h00 (HEC) | République d'Irlande | 0 – 0 | Roumanie | City Stadium, Berceni                         |
|                             |                      |       |          | Spectateurs : 2 000 Arbitrage : Artyom Kuchin |
|                             | Rapport              |       |          |                                               |

### Groupe B
| Rang | Équipe   | Pts | J | G | N | P | Bp | Bc | Diff |
| ---- | -------- | --- | - | - | - | - | -- | -- | ---- |
| 1    | Espagne  | 6   | 3 | 2 | 0 | 1 | 8  | 4  | +4   |
| 2    | Serbie   | 4   | 3 | 1 | 1 | 1 | 3  | 5  | -2   |
| 3    | Turquie  | 4   | 3 | 1 | 1 | 1 | 4  | 3  | +1   |
| 4    | Belgique | 2   | 3 | 0 | 2 | 1 | 3  | 6  | -3   |

#### 1rejournée
| 20 juillet 2011 18h00 (HEC) | Serbie                 | 2 – 0 | Turquie | City Stadium, Berceni                         |                                               |
|                             | Jojić 57e · Trujić 90e |       |         | Spectateurs : 1 000 Arbitrage : Artyom Kuchin | Spectateurs : 1 000 Arbitrage : Artyom Kuchin |
|                             | Rapport                |       |         | Spectateurs : 1 000 Arbitrage : Artyom Kuchin | Spectateurs : 1 000 Arbitrage : Artyom Kuchin |

- Ce match a été arrêté après 15 minutes pour cause d'intempéries alors que l'Espagne menait 1 à 0[1] et rejoué le lendemain.

| 21 juillet 2011 18h00 (HEC) | Belgique                    | 1 – 4 | Espagne                                                                    | Football centre FRF, Mogosoaia               |                                              |
|                             | Casteels 13e · Cuvelier 46e |       | Sarabia 15e (pen.) · Paco Alcácer 65e · Muñiz Gallego 90+1e · Morata 90+3e | Spectateurs : 750 Arbitrage : Stuart Attwell | Spectateurs : 750 Arbitrage : Stuart Attwell |
|                             | Rapport                     |       |                                                                            | Spectateurs : 750 Arbitrage : Stuart Attwell | Spectateurs : 750 Arbitrage : Stuart Attwell |

#### 2ejournée
| 23 juillet 2011 18h00 (HEC) | Turquie      | 1 – 1 | Belgique                    | Football centre FRF, Buftea                    |                                                |
|                             | Ali Dere 77e |       | Vetokele 42e · Vervaeke 90e | Spectateurs : 350 Arbitrage : Tom Harald Hagen | Spectateurs : 350 Arbitrage : Tom Harald Hagen |
|                             | Rapport      |       |                             | Spectateurs : 350 Arbitrage : Tom Harald Hagen | Spectateurs : 350 Arbitrage : Tom Harald Hagen |

| 23 juillet 2011 20h00 (HEC) | Serbie  | 0 – 4 | Espagne                         | Stade Concordia, Chiajna                  |                                           |
|                             |         |       | Morata 13e 22e 75e · Juanmi 15e | Spectateurs : 2 000 Arbitrage : Paweł Gil | Spectateurs : 2 000 Arbitrage : Paweł Gil |
|                             | Rapport |       |                                 | Spectateurs : 2 000 Arbitrage : Paweł Gil | Spectateurs : 2 000 Arbitrage : Paweł Gil |

#### 3ejournée
| 26 juillet 2011 20h00 (HEC) | Belgique    | 1 – 1 | Serbie    | Football centre FRF, Buftea                  |                                              |
|                             | Vermijl 73e |       | Mrkela 6e | Spectateurs : 800 Arbitrage : Clément Turpin | Spectateurs : 800 Arbitrage : Clément Turpin |
|                             | Rapport     |       |           | Spectateurs : 800 Arbitrage : Clément Turpin | Spectateurs : 800 Arbitrage : Clément Turpin |

| 26 juillet 2011 20h00 (HEC) | Turquie                                           | 3 – 0 | Espagne | Stade Concordia, Chiajna                   |                                            |
|                             | Ramalho 31e (csc) · Çörekçi 51e · Gomez 56e (csc) |       |         | Spectateurs : 700 Arbitrage : Tamás Bognár | Spectateurs : 700 Arbitrage : Tamás Bognár |
|                             | Rapport                                           |       |         | Spectateurs : 700 Arbitrage : Tamás Bognár | Spectateurs : 700 Arbitrage : Tamás Bognár |

### Demi-finales
| 29 juillet 2011 17h45 (HEC) | Tchéquie                                                   | 4 – 2 | Serbie              | Football centre FRF, Mogosoaia                |                                               |
|                             | Přikryl 6e · Kalas 16e · Jeleček 19e (pen.) · Skalák 90+1e |       | Despotović 23e, 28e | Spectateurs : 2 000 Arbitrage : Artyom Kuchin | Spectateurs : 2 000 Arbitrage : Artyom Kuchin |
|                             | Rapport                                                    |       |                     | Spectateurs : 2 000 Arbitrage : Artyom Kuchin | Spectateurs : 2 000 Arbitrage : Artyom Kuchin |

| 29 juillet 2011 19h45 (HEC) | République d'Irlande | 0 – 5 | Espagne                                                            | Stade Concordia, Chiajna                       |                                                |
|                             |                      |       | Deulofeu 27e · Sarabia 40e · Juanmi 46e · Morata 79e, 90+1e (pen.) | Spectateurs : 2 500 Arbitrage : Clément Turpin | Spectateurs : 2 500 Arbitrage : Clément Turpin |
|                             | Rapport              |       |                                                                    | Spectateurs : 2 500 Arbitrage : Clément Turpin | Spectateurs : 2 500 Arbitrage : Clément Turpin |

### Finale
| 1er août 2011 19h00 (HEC) | Tchéquie               | 2 – 3 ap | Espagne                             | Stade Concordia, Chiajna                       |                                                |
|                           | Krejčí 59e · Lácha 97e |          | Aurtenetxe 85e · Alcácer 108e, 115e | Spectateurs : 3 700 Arbitrage : Stuart Attwell | Spectateurs : 3 700 Arbitrage : Stuart Attwell |
|                           | Rapport                |          |                                     | Spectateurs : 3 700 Arbitrage : Stuart Attwell | Spectateurs : 3 700 Arbitrage : Stuart Attwell |

| Championne d'Europe de football des moins de 19 ans de l'édition 2011 L'Espagne 8e titre |

### Buteurs
6 buts
- Álvaro Morata

3 buts
| - Tomáš Přikryl | - Francisco Alcácer |  |

2 buts
| - Tomáš Jeleček - Patrik Lácha | - Anthony O'Connor - Djordje Despotović | - Juanmi - Pablo Sarabia |

1 but
| - Florent Cuvelier - Marnick Vermijl - Jonas Vervaeke - Jakub Brabec - Adam Jánoš - Tomáš Kalas - Ladislav Krejčí | - Jiří Skalák - Kostas Fortounis - Giorgos Katidis - John O'Sullivan - Nicolae Stanciu - Miloš Jojić - Andrej Mrkela | - Nikola Trujić - Jon Aurtenetxe - Gerard Deulofeu - Juan Muñiz - Kamil Ahmet Çörekçi - Ali Dere |

1 but contre son camp
| - Sergi Gómez (jouant contre la Turquie) | - Jonás Ramalho (jouant contre la Turquie) |  |